# ترزا کرالووا
ترزا کرالووا (انگلیسی: Tereza Králová؛ زادهٔ ۲۲ اکتبر ۱۹۸۹) ورزشکار دو و میدانی اهل جمهوری چک است.